# Thomas-Aimé Chandonnet
Thomas-Aimé Chandonnet (1834-1881) est un prêtre, un éducateur et un écrivain canadien

## Biographie
Né à Saint-Pierre-les-Becquets, comté de Nicolet, le 26 décembre 1834, de Joseph Chandonnet et d'Angèle Bibaud, il est ordonné à Québec, le 23 février 1861.
Professeur au séminaire de Québec de 1861 à 1865; étudiant en Italie à Home (1865-1867), où il prend ses degrés de docteur en philosophie et en théologie du collège romain et en droit canonique de l'Apollinaire. En éducation, il s'oppose au gaumisme, doctrine de Jean-Joseph Gaume sur les classiques.
Il est principal (directeur) de l'école normale Laval de Québec à partir de 1867. Il est aussi le directeur-fondateur de la Revue de Montréal. Il est décédé subitement à Montréal, le 5 juin 1881, à l'âge de 46 ans. Il est inhumé à Saint-Pierre-les-Becquets.

## Ouvrages publiés
- Cyrias Pelletier, Cours de philosophie par l’abbé T.-A. Chandonnet, 1861.
- Notre-Dame-des-Canadiens et les Canadiens aux États-Unis, Montréal, imprimé par George E. Desbarats, 1872, XVI-171p. CNBNQ
- Observations au sujet de la dernière loi concernant l'instruction publique dans la province de Québec - Première partie. Montréal, J.-A. Plinguet, 1877